# Fischsammler
Fischsammler, auch FAD (Fish Aggregating Device), sind an der Wasseroberfläche im offenen Ozean ausgesetzte künstliche Objekte,
meist Bojen oder Flöße, zum Anlocken von Fischen, um diese dann einfacher fangen zu können. Fischsammler werden – je nach Bauart – auch als Fischfangfloß oder Lockboje bezeichnet. Vor allem pelagische Schwarmfische wie die Thunfischart Echter Bonito tummeln sich gern in der Nähe von solchen Objekten. Daher werden Fischsammler gezielt zum Thunfischfang eingesetzt.

## Aufbau
Fischsammler bestehen zumeist aus einem Floß, unter dem Netze bis zu 20 Meter tief herunterhängen. Nähern sich Schwärme, so melden Sensoren diese Information zusammen mit den GPS-Koordinaten an die Fangboote. Die Fische werden dann mittels Ringwaden gefangen, d. h. es werden große Ringnetze um die Flöße gezogen.
In den herunterhängenden Netzen können sich Meerestiere, wie etwa Haie und Schildkröten, verfangen. Bei neueren Fischsammlern werden stattdessen Seile an der Unterseite der Fischsammler befestigt. Diese sogenannten nicht-verwickelnden Fischsammler sollen verhindern, dass sich Meerestiere darin verheddern können.
Fischsammler können am Meeresboden verankert sein oder frei im Meer schwimmen. Freischwimmende Fischsammler sind häufig mit einem Satellitenortungssystem ausgestattet.

## Kritik
Fischsammler werden vor allem in Asien eingesetzt, um Schwärme anlocken. Sie treiben in den Meeren und werden etwa für rund 40 Prozent
aller Thunfischfänge genutzt. Der WWF lehnt die Flöße ab und zeigt Unverständnis, wieso das Marine Stewardship Council (MSC) Fischereien zertifiziert, die diese Fangmethode verwenden. Nach Schätzungen verbleiben allein im Zentralpazifik jedes Jahr bis zu 40.000 Fischsammler als Müll im Meer.